# Laperousea
Laperousea Dalmas, 1917 è un genere di ragni appartenente alla famiglia Linyphiidae.

## Distribuzione
Le due specie oggi note di questo genere sono state rinvenute in Australia, Nuova Zelanda e Tasmania.

## Tassonomia
Dal 1988 non sono stati esaminati esemplari di questo genere.
A giugno 2012, si compone di due specie:
- Laperousea blattifera (Urquhart, 1887)[3] — Australia, Nuova Zelanda
- Laperousea quindecimpunctata (Urquhart, 1893) — Tasmania

### Sinonimi
- Laperousea arenaria Dalmas, 1917; riconosciuta in sinonimia con L. blattifera (Urquhart, 1887) a seguito di un lavoro di van Helsdingen del 1972, quando era denominata Laperousea cupidinea[1].
- Laperousea cupidinea (Simon, 1908); posta in sinonimia con L. blattifera (Urquhart, 1887) a seguito di uno studio di Millidge (1988a); riconosciuta in sinonimia con L. blattifera (Urquhart, 1887) a seguito di uno studio di Millidge (1988a)[1].
- Laperousea occidentalis Dalmas, 1917; riconosciuta in sinonimia con L. blattifera (Urquhart, 1887) a seguito di un lavoro di van Helsdingen del 1972, quando era denominata Laperousea cupidinea[1].